# Аріс Пуліанос
Аріс Пуліанос (грец. Άρης Πουλιανός, 24 липня 1924, Ікарія) — грецький антрополог й археолог, один з найвизначніших антропологів 20 століття.

## Життєпис
Аріс Пуліанос вивчав біологію і закінчив Королівський коледж в Нью-Йорку 1948 року; навчався у Міському університеті Нью-Йорка. Крім того, він вивчав антропологію в Радянському Союзі.
У 1961 році захистив докторську дисертацію в Московському університеті на тему «Походження греків», якою довів, що сучасні греки — нащадки стародавніх греків, які підкорили собі Балкани, тим самим спростував широко визнану теорію німецького антрополога Якоба Філіппа Фолмераєра, яка класифікувала сучасних греків як змішану слов'янську групу.
До 1965 року працював в Департаменті з питань антропології Академії наук СРСР, здійснив наукові експедиції в Росії, Болгарії, Румунії, колишній Югославії, Грузія, Казахстані, Туркменістані й Узбекистані. Паралельно викладав в Московському університеті.
1965 року Аріс Пуліанос повернувся в Грецію, і відтоді він продовжував подальші антропологічні дослідження, які висвітлювали походження європейців у цілому. Він очолив палеонтологічні розкопки в Петралонській печері, яку випадково виявив Філіпп Хадзарідіс 10 травня 1959 року. Там же у вересні 1962 року інший мешканець Петралони Христос Сарріяннідіс знайшов череп доісторичної людини. Аріс Пуліанос встановив, що ця людина належить до «Homo erectus», таким чином Греція була безперечно населена людьми 300—400 тис. років тому, а знайдена людина — найдавніша знайдена людина Європи. Надалі Пуліанос проводив кілька етапів досліджень доісторичної людини на півострові Халкідіки, а також брав участь у вивченні людини мікенської доби у Фессалії.
1969 року Аріс Пуліанос обраний заступником голови 8-го Міжнародного конгресу антропологічних та етнографічних наук у Токіо. 1971 року Пуліанос антропологічну асоціацію Греції, а також заснував Департамент палеоантропології-спелеології в 1976 році, який функціонує в рамках Міністерства культури Греції. 1979 року він був призначений Президентом 3-го Європейського конгресу з антропології в Празі. Аріс Пуліанос — постійний член Міжнародної ради антропологічних та етнографічних наук ЮНЕСКО, він також є членом Нью-Йоркської академії наук з 1987 року.

## Праці
- 1960 — «The Origin of Greeks»; Ph.D Thesis at Moscow Institute of Anthropology; Reprinted in Athens in 1962, 1965, 1968, and 1988.
- 1961 — «Discovery of a Skull of Palaeolithic Man in Greece»; Voprossi Anthropologhii, 8:162.
- 1963 — «New Palaeolithic Finds of Greece»; Sov. Arheologhia, 2: 227—229.
- 1965 — «On the Position of the Petralona Man within Palaeoanthropi»; Sov. Ethnografia, 2: 91-99.
- 1967 — «The Place of the Petralonian Man among Palaeoanthropi»; Anthropos C 19, (N.S.11): 216—221. in Akten Anthropologischen Kongresses Brno.
- 1971 — «Petralona: A Middle Pleistocene Cave in Greece»; Archaeology, 24: 6-11.
- 1975 — «Palaeoanthropological excavations at Petralona». Prakt. Archaeol.; Et.: 131—136. Athens.
- 1977 — «Stratigraphy and Age of the Petralonian Archanthropus»; Anthropos, 4: 37-46. Athens.
- 1980 — «The Petralona Finds»; Thessaloniki. Yearbook of the Society of Macedonian Studies: 65-76.
- 1981 — «Pre-sapiens Man in Greece»; Current Anthropology, 22 (3): 287 — 288.
- 1981 — «Climatic Fluctuations at Petralona Cave»; Terra Cognita.